# Veselskya
Veselskya é um género botânico pertencente à família Brassicaceae.